# Hugh Beaumont
Hugh Beaumont, (Lawrence, Kansas, 16 februari 1909 - München (Duitsland), 14 mei 1982) was een Amerikaans film- en televisieacteur. Hij is het bekendst van zijn rol als Ward Cleaver in de televisieserie Leave It to Beaver.

## Biografie
Beaumont begon zijn carrière in de showbusiness in 1931 met optredens in theaters, nachtclubs en radioprogramma's. Vanaf 1940 speelde hij mee in films. Van 1946 tot 1947 speelde hij in vijf films als detective Michael Shayne. Na enkele gastoptredens in televisieseries werden hij en Barbara Billingsley gecast als de bezorgde ouders June en Ward Cleaver in de sitcom Leave It to Beaver. Beaumont acteerde er niet alleen, maar schreef ook enkele scenario's voor afleveringen en regisseerde er enkele. In 2004 werd hij door TV Guide op de 28ste plaats gezet in hun top 50 van televisievaders.
In 1963 werd de serie stopgezet, omdat de acteurs zich met andere projecten wilden bezighouden. Beaumont hield niet zo van zijn rol als Ward Cleaver, omdat hij dacht dat hij voor deze rol zou getypecast worden. Hierna speelde hij veel in theater en nog maar zelden op televisie, net zoals zijn tv-vrouw Barbara Billingsley, die van 1963 tot 1980 slechts 1 tv-rolletje kreeg.
Eind jaren zestig ging hij op pensioen als acteur en begon een tweede carrière als kerstboomverkoper in Grand Rapids, Minnesota samen met zijn vrouw Kathryn Adams Doty, die van Minnesota was. In 1972 kreeg hij een beroerte waardoor hij volledig op pensioen moest. Hij herstelde nooit volledig. Op 14 mei 1982 overleed hij aan een hartaanval toen hij zijn zoon, een professor psychologie, bezocht in München.
- Biblioteca Nacional de España: XX4822985
- Bibliothèque nationale de France: cb140081169 (data)
- Gemeinsame Normdatei: 1197360530
- International Standard Name Identifier: 0000 0000 6302 6292
- Library of Congress Control Number: n91111466
- SNAC: w6960ptq
- Système universitaire de documentation: 124793843
- Trove: 1305344
- Virtual International Authority File: 66662453
- WorldCat: E39PBJkp3ttwVKG6vR6vqjRMyd